# Agabus didymus
Agabus didymus är en skalbaggsart som först beskrevs av Olivier 1795.  Agabus didymus ingår i släktet Agabus och familjen dykare. Arten är reproducerande i Sverige. Inga underarter finns listade i Catalogue of Life.

## Bildgalleri

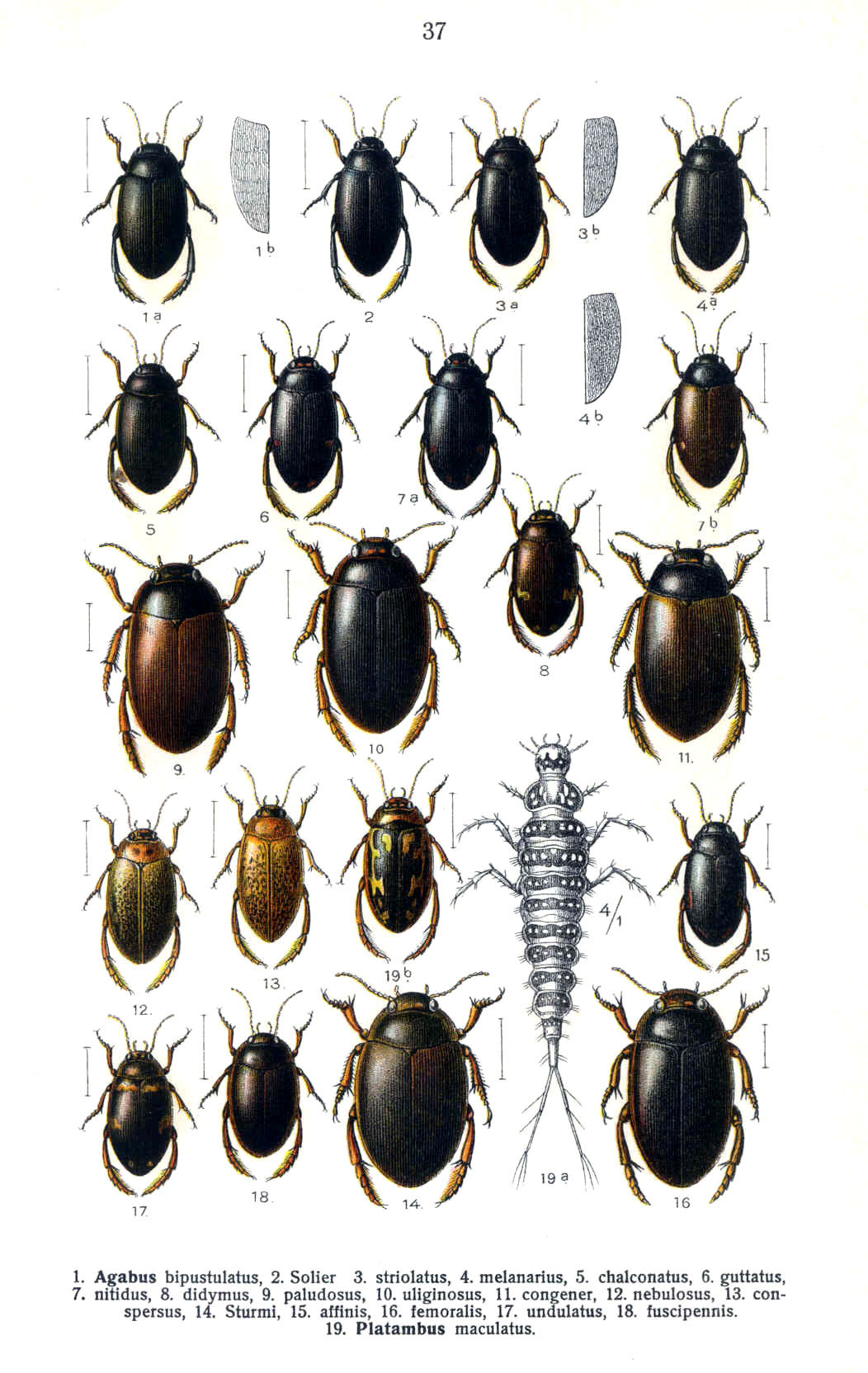
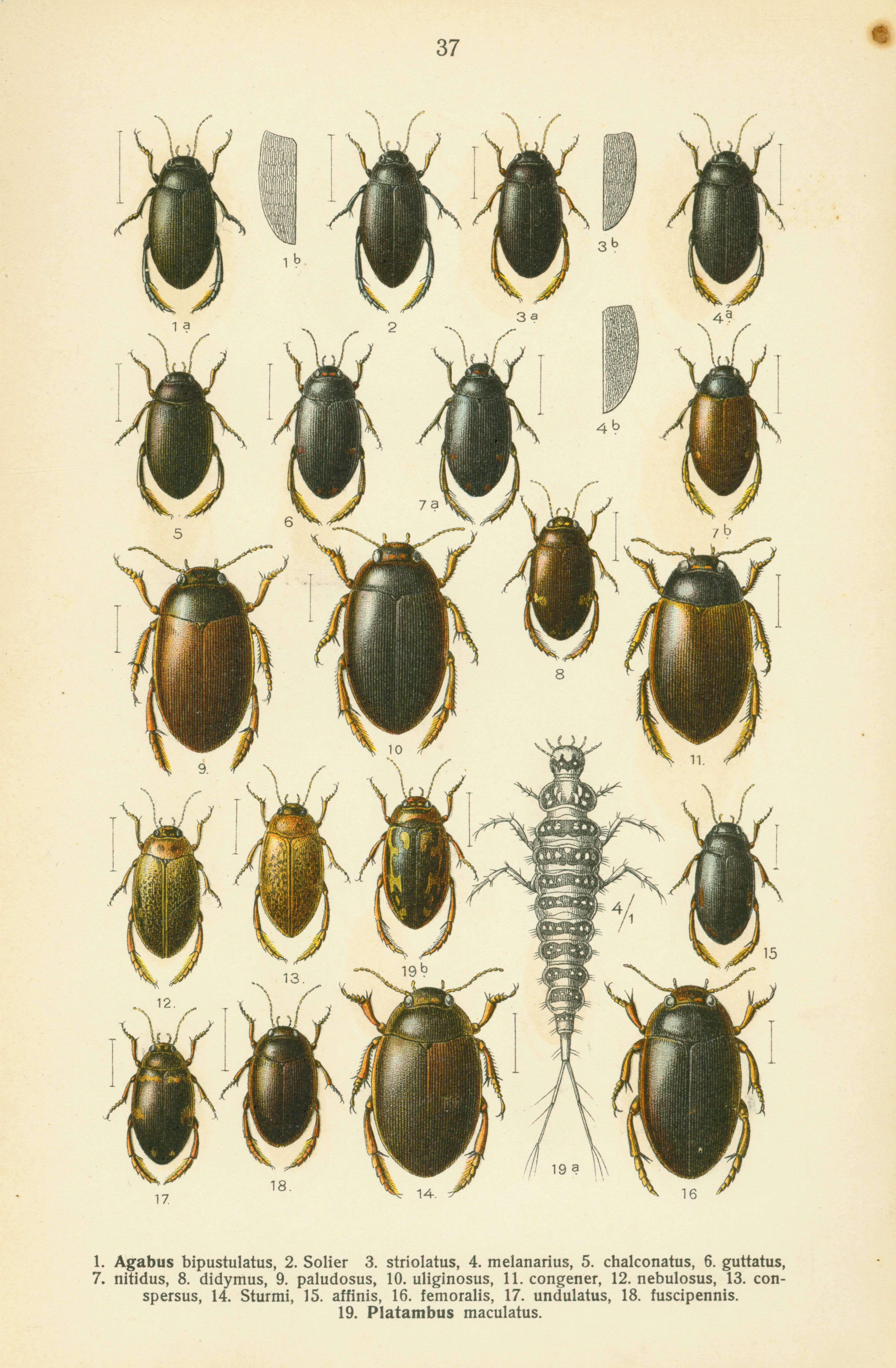